# Baltische Landeswehr
Baltische Landeswehr (Baltiska lantvärnet) var ett militärförband under första världskriget som opererade i Lettland.
Förbandet sattes upp av tyska regeringen i samförstånd med de Förenade Hertigdömenas (Kurland-Livland) regering på frivillighetens grund vintern 1918 med blandad nationalitet med uppgift att skydda territoriet Livland-Kurland mot bolsjevikerna.
Avsikten var att Landeswehr skulle bestå av 18 lettiska kompanier och ett ryskt kompani under Furst Liewen. Den lettiska ovilligheten att ansluta sig ledde till att endast 2-3 kompanier organiserades av letter och de övriga 14 av balttyskar och rikstyskar. Landeswehr kom därför att benämnas Baltische Landeswehr. Chef kom att bli den rikstyske artilleriofficeren major Fletcher. Landeswehr finansierades av Weimarregeringen och rekrytering skedde i hela Tyskland. Dess personal betalades efter tyska militära förhållanden mycket bra och lovades jordbruksmark eller jordbruksfastigheter i Livland-Kurland efter avslutad tjänstgöring, något som påverkade rekryteringen starkt positivt. Förbandet opererade tillsammans med Järndivisionen och andra rikstyska trupper i området. Efter det tyska sammanbrottet i november 1918 och kejsarens flykt till Holland rådde synnerligen oklara politiska förhållanden i öster; oklara gränser; oklara lydnadsförhållanden; laglöshet mm liknande. Landeswehr liksom Järndivisionen lydde under den tyske militärbefälhavaren general greve Rüdiger von der Goltz som efter sin insats i Finland 1918 övertagit befälet i Baltikum. Landeswehr och de övriga tyska trupperna opererade under en allierad kontrollkommissions överinseende, vilket ledde till ytterligare svårigheter i ledningsförhållandena. På sommaren 1919 upplöstes Landeswehr då den tyska regeringen drog tillbaka sin finansiering. Dess personal erbjöds då övergå i vitrysk tjänst inom ramen för kåren Bermont-Avalov. Många fann senare vägen till de nazistiska stormtrupperna och liknande enheter i Tyskland.